# Endicott College
Endicott College es una universidad privada ubicada en Beverly, Massachusetts, Estados Unidos de América. Su nombre rinde homenaje a John Endecott.

## Historia
La universidad fue fundada en 1939 por Eleanor Tupper y su marido, George O. Bierkoe, como institución femenina y solamente ofrecía programas académicos universitarios de dos años de duración, otorgando grados de asociado. En los años 1980 comenzó a ofrecer programas de cuatro años y a otorgar títulos de grado, añadiendo, a continuación, los programas de postgrado. En 1994 se convirtió en coeducacional.

## Deportes
Endicott compite en División III de la NCAA como miembro de la Commonwealth Coast Conference.

## Socios académicos
En España tiene un convenio de colaboración con el College for International Studies (CIS) de Madrid.